# تريفور غريفين
تريفور غريفين (بالإنجليزية: Trevor Griffin)‏ هو محامي وسياسي أسترالي، ولد في 14 سبتمبر 1940، وتوفي في 7 مارس 2015 في أديلايد في أستراليا. حزبياً، نشط في حزب أستراليا الليبرالي (فرع جنوب أستراليا) ‏.

## مناصب
- انتخب وزير العدل (20 أكتوبر 1997 – 4 ديسمبر 2001).
- انتخب Minister for Police, Correctional Services and Emergency Services ‏ (20 أكتوبر 1997 – 17 ديسمبر 1997).
- انتخب Minister for Consumer Affairs ‏ (14 ديسمبر 1993 – 4 ديسمبر 2001).
- انتخب Attorney-General of South Australia [الإنجليزية]‏ (14 ديسمبر 1993 – 4 ديسمبر 2001).
- انتخب Minister of Corporate Affairs ‏ (18 سبتمبر 1979 – 10 نوفمبر 1982).
- انتخب Attorney-General of South Australia [الإنجليزية]‏ (18 سبتمبر 1979 – 10 نوفمبر 1982).
- انتخب عضو مجلس جنوب أستراليا التشريعي وقد انضم خلال فترته النيابية (7 مارس 1978 – 8 فبراير 2002)  للكتلة البرلمانية حزب أستراليا الليبرالي (فرع جنوب أستراليا) [الإنجليزية]‏.